# Монте-Чериньоне
Монте-Чериньйоне (итал. Monte Cerignone) — коммуна в Италии, располагается в регионе Марке, в провинции Пезаро-э-Урбино.
Население составляет 676 человек (2008 г.), плотность населения составляет 37 чел./км². Занимает площадь 18 км². Почтовый индекс — 61010. Телефонный код — 0541.
Покровителем коммуны почитается  священномученик Власий Севастийский, празднование 3 февраля.

## Демография
Динамика населения:

## Почётные граждане
- Почётным гражданином коммуны является писатель Умберто Эко

## Администрация коммуны
- Официальный сайт: http://www.comune.montecerignone.pu.it/